# المارستان القديم (سلا)
المارستان القديم أو المدرسة البوعنانية، أكثر معرفة عند السلاويين بفندق أسكور أو دار القاضي ،هي مدرسة طبية تقع بسلا في المغرب، بنيت في عهد المرينيين منتصف القرن الرابع عشر. كانت بالأول مدرسة دينية، فماريستان ثم فندق ثم انتهى الأمر يجري تحويله إلى متحف للموسيقى التقليدية. تم تصنيف واجهته ضمن التراث الوطني من قبل ظهير بتاريخ 2 كانون أول 1924.

## الهندسة
و قد بنى السلطان أبو عنان ابن أبي الحسن المريني بمدينة سلا المارستان العجيب وسط حارة اليهود من حومة باب حسين، وهو بناء حفيل مشتمل على بيوت كثيرة لاستقرار المرضى والمجانين والحمقى بها، وأجرى له الماء لشدة الحاجة إليه من الماء الداخل على سور أبيه ( أي سور الأقواس).
و كان محل هذا المارستان فندقا للزيت قديما. وبه كان سكنى العارف أبى موسى الدكالي، ولا يزال بيته معروفا إلى الآن. فبنى أبو عنان به المارستان المذكور وعين له أطباء مهرة من الذين يعانون العلم قراءة وعلاجا. وكان مرتبا لهم الجرايات والصلاة علي ما يعانون فكان سوق الطب كسائر المعارف والعلوم رائجا بأقطار المغرب لاعتناء الملوك به. ولما تقهقر حال الدولة المرينية وضعف حال ملوكها، فهجر المارستان لذلك، ولاسيما لكونه بحارة اليهود . فلم تبق منه منفعة الطب ولا صلات الملوك وجراياتهم أشبه الفندق المعطل وتطرق إليه الخراب لهجرانه، وأشرف بناؤه الرفيع على الخراب فنقض بناؤه وأعيد لحالته الأولى كما كان فندقا، وبقي بابه شاهدا لحسن بنائه، وعلى بابه كتابة اشتملت على رسم بانيه أبي عنان وعلى تسميته بالمارستان، مكتوب ذلك في الزليج الأسود الملصق على تاج الباب المذكور.

## صور

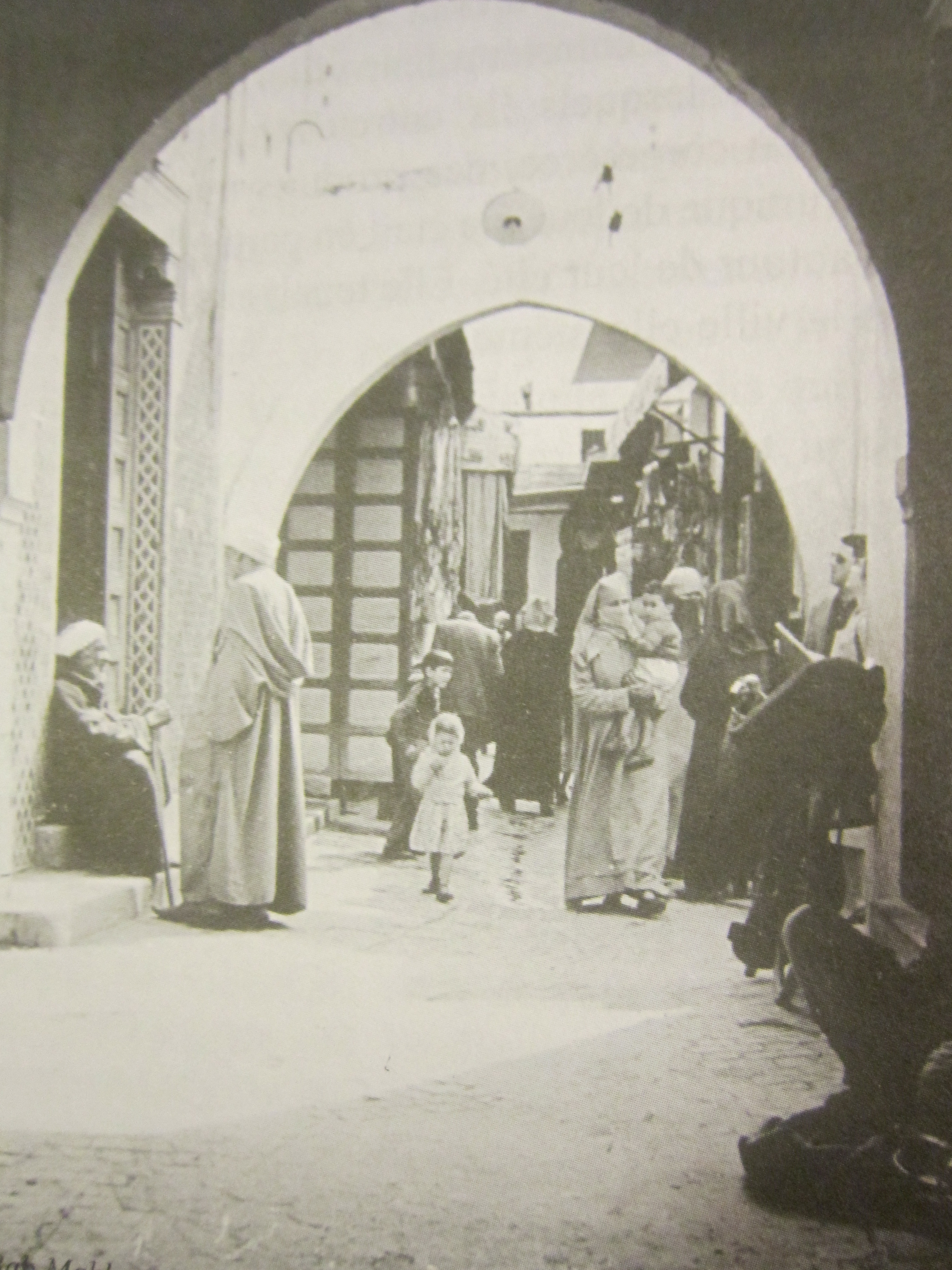
المارستان في طريق سوق الغزل